# Royce Hall

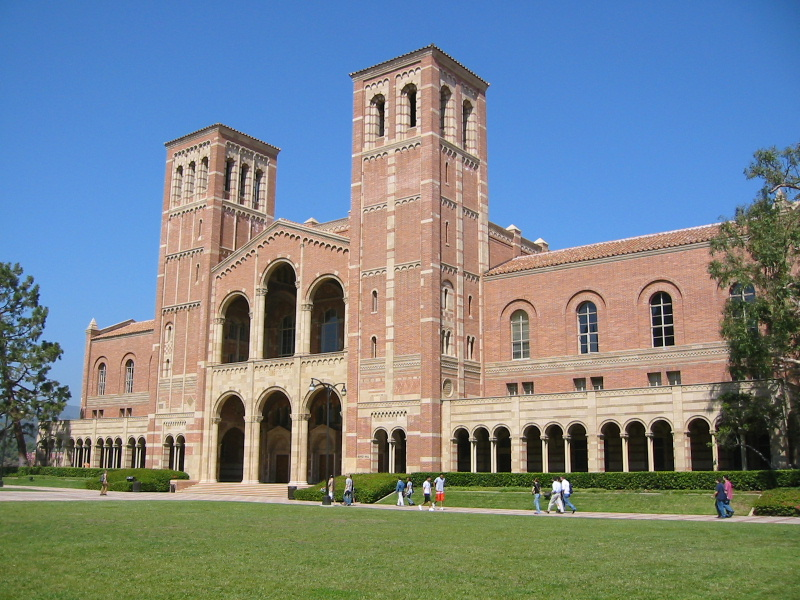
Royce Hall – Hauptgebäude der UCLA

Die Royce Hall ist das älteste Gebäude der University of California, Los Angeles (UCLA). Sie wurde von 1926 bis 1929 gebaut und ist eines der vier ersten Gebäude auf dem Westwood-Campus der UCLA. Heute ist sie das berühmteste Gebäude und repräsentiert die UCLA. Die Royce Hall hat zwei Glockentürme, deren Glocken zu jeder Stunde läuten.

## Geschichte
James Edward Allison und sein Bruder David Clark Allison entwarfen die Royce Hall in den frühen 1920er Jahren. Der Bau der Royce Hall wurde im Jahre 1929 beendet. Zu diesem Zeitpunkt bestand die UCLA aus vier Gebäuden: Die Royce Hall, die Powell Bibliothek, das Gebäude der Geisteswissenschaften und die Haines Hall. Jetzt ist Royce Hall das berühmteste Gebäude. Royce Hall wurde zu Ehren von Josiah Royce benannt.
In dem Konzertsaal der Royce Hall spielten im Jahre 1930 Duke Ellington, Frank Sinatra, Ella Fitzgerald und das philharmonische Orchester aus New York.
Im Januar 1994 ereignete sich  das Northridge-Erdbeben in Südkalifornien. Das Erdbeben hatte eine Stärke von 6,7 auf der Richterskala und beschädigte das Gebäude. Die Renovierung der Royce Hall kostete 70.600.000 $. Die Renovierung begann im März 1994 und wurde im Dezember 1997 beendet. Jetzt hat die Konzerthalle eine Größe von 17.795,3 m².

## Architektur
Royce Hall wurde im neoromanischen Stil erbaut. Die Architekten erhielten ihre Inspiration für das Gebäude von der Basilika Sant’Ambrogio in Mailand. Im Zentrum der Royce Hall befindet sich eine große Konzerthalle, in der fast 2.000 Menschen Platz finden können. Seminarräume, ein Leseraum und zahlreiche Büros umschließen diese Konzerthalle. In den Untergeschossen befindet sich unter anderem eine weitere Probebühne.

## Nutzung
Die Gruppe „UCLA Live“ ist zuständig, Darsteller aus verschiedenen Kulturen zu engagieren. Es treten Künstler, Komponisten, Essayisten und Schriftsteller auf. Das Publikum sitzt relativ nahe an der Bühne. Die Studenten der UCLA können für einen Sonderpreis die Aufführungen besuchen.
Wegen der guten Akustik wurde das Auditorium der Royce Hall auch schon für Plattenaufnahmen des Los Angeles Philharmonic Orchestra benutzt. In zahlreichen Film- und Fernsehproduktionen wird Royce Hall als Hintergrund verwendet, etwa in einer Episode von Simon & Simon.